# (33453) Townley
(33453) Townley est un astéroïde de la ceinture principale.

## Description
(33453) Townley est un astéroïde de la ceinture principale. Il fut découvert le 19 mars 1999 à Socorro (Nouveau-Mexique) par le projet LINEAR. Il présente une orbite caractérisée par un demi-grand axe de 2,30 UA, une excentricité de 0,10 et une inclinaison de 5,3° par rapport à l'écliptique.